# Dige
Diger er volde, mure eller dæmninger, der har til opgave at holde vandet på den ene side. I modsætning til en dæmning, der er kendetegnet ved af være opført på et vanddækket areal, er diger opført på tørt land (ved normal vandstand). Diger opføres typisk ud mod kysten samt langs floder og vandløb med vekslende vandstand (herunder tidevandssvingninger) for at undgå uhensigtsmæssige oversvømmelser. Mange havdiger, er opført i forbindelse med inddragelse af tidligere havbund fra flade kyster, bugter og fjorde til landbrugsjord, eksempelvis Vadehavet og Lammefjorden.
I mange tilfælde vil inddæmmede arealer yderst være beskyttet af en egentlig dæmning, som i mere udsatte områder suppleres af mindre diger. I andre tilfælde vil der være en overlapning af anvendelsen af begreberne dige og dæmning.
Der gives langs floder og havets kyster en stor mængde lavtliggende arealer, som ikke er egnede til bebyggelse, og hvis jordbunds frugtbarhed ikke kan udnyttes, enten fordi de som vige, søer og bugter stadig er dækkede af vand, eller fordi de oversvømmes ved højvande, således at de i heldigste tilfælde kun kan benyttes som enge, ikke til dyrkning, hvad der i reglen betaler sig bedre. Sådanne arealer kan bebygges og bringes under kultur, når det skadelige vand fjernes, og den første betingelse herfor er at forhindre vandets indtrængen over arealet ved at omgive dette med et dige.
Et inddiget areal kaldes en inddæmning, i Nederlandene "polder", i marsken kog, i Tyskland Koog.

## Vinterdiger og sommerdiger
Hvis inddæmningens terrænhøjde ligger under almindelig vandstand i det tilgrænsende vand, vil inddæmningen kun kunne holdes tør ved kunstindgreb, men ligger den højere end almindelig vandstand, kan den rimeligvis holdes tør uden kunstige midler. Diger er enten så høje, at de holder alle højvande ude, og kaldes da "vinterdiger", eller de holder kun de i sommertiden indtrædende mindre højvande ude, mens de lader forårets og vinterens stærke højvande oversvømme inddæmningen, og kaldes da "sommerdiger". Ved ovennævnte oversvømmelser medføres ofte af vandet stoffer, der aflejres i inddæmningen og dels gøder, dels forhøjer denne lidt efter lidt således, at det med tiden kan betale sig at omgive den med de dyrere vinterdiger.

## Hoveddiger og indre diger (sovediger)
Benævnelsen "hoveddige" anvendes om et dige, der holder højvandet ude fra inddæmningen, i modsætning til "indre diger" (=sekundære diger), der ligger bag hoveddiget og kun træder i virksomhed, når hoveddiget brydes. Disse indre diger, de såkaldte "sovende diger" eller "sovediger", er enten ældre, forladte diger eller "reservediger", det vil sige tværdiger, der deler inddæmningen i visse mindre afdelinger, kaldet "kasser". Meningen med "kasserne" er den, at oversvømmelsen ved indtrædende digebrud begrænses til en enkelt sådan "kasse", mens den øvrige del af inddæmningen muligvis vil reddes. I almindelighed slutter diget sig ved begge ender enten til højt land eller til ældre diger, dog gives der også tilfælde, hvor man i en lavning kun ønsker at beskytte et værdifuldt, mindre areal, der da omgives med et ringformet dige, et såkaldt "ringdige".

## Floddiger og havdiger
Alt efter, om diger skærmer inddæmningen mod en flod eller mod havet, benævnes de "floddiger", "kyst-" eller "havdiger".
Floddiger vil, idet de indsnævrer flodens bredde ved højvande, fremkalde en forøget strøm, hvilket undertiden vil være til nytte, navnlig på steder, hvor floden har tilbøjelighed til at afsætte stoffer; men en for vidtdreven anvendelse af floddiger kan, selv om jordbunden er tilstrækkelig frugtbar til, at en inddæmning kan betale sig, ofte have vidtrækkende og farlige følger, da den ved diger fremkaldte indsnævring af flodens profil ved højvande foruden at fremkalde en stærkere strøm, der jo i og for sig også kan være farlig, tillige fremkalder en opstemning af vandspejlet ved højvande til skade for ældre inddæmninger højere oppe ad floden. Det er derfor hyppigt, at floddiger bygges som sommerdiger, da disse, der oversvømmes ved de stærke højvande, ikke indsnævrer profilet ved højvande i væsentlig grad og derfor heller ikke forårsager nogen opstemning af vandet, mens selve oversvømmelsen af inddæmningen, der i reglen indtræder på en tid, da jorden ingen afgrøde bærer, ofte både gøder og forhøjer denne ved de af flodvandet medførte stoffer.
Ved kystdiger er der selvfølgelig i reglen ingen fare for at rykke diget så langt ud, som forholdene tilsteder, og man ser derfor langt sjældnere sommerdiger anvendte som kystdiger end som floddiger, så meget mere som en oversvømmelse af inddæmningen med salt vand ofte ville være til skade for afgrøden, idet vegetationen i almindelighed ikke ret vel tåler afvekslende salt og fersk vand. Helt udelukkede er sommerdiger dog ikke i marsken, hvor de undertiden benyttes til at beskytte en med saltvandsgræsser bevokset inddæmning mod de i sommertiden indtrædende højvande (floder) således, at den kan benyttes til græsning, mens efterårets og vinterens stærke højvande (stormfloder) oversvømmer inddæmningen og afsætter klæg, hvorved denne efterhånden forhøjes så meget, at det kan betale sig at omgive den med et vinterdige og bringe den under kultur; det ældre hoveddige bliver da et sovende dige.

## Udseende
Floddiger skal hovedsagelig modstå højvande og isgang, mens kystdigerne væsentlig skal modstå højvande og bølgeslag, og som følge heraf får kystdigerne i reglen langt fladere skråninger på den mod vandet vendende side end floddigerne. Digets højde gøres ved floddiger 0,3-0,6 m større end højeste vandstand, ved kystdiger 0,3-0,6 m større end højeste bølgetop ved største bekendte stormflod; den øverste del, »digekronen«, gøres vandret eller svagt hældende og benyttes ofte som vej.
Diget ligger som oftest ikke umiddelbart ved kyst- eller flodbredden, men et stykke derfra; det mellem diget og bredden liggende areal kaldes digets forland, og herfra tages som oftest jorden til digets opførelse og vedligeholdelse, dels fordi dette land kun har ringe værdi, dels fordi de gravede huller atter let fyldes ved aflejringer. Til diget regnes en strimmel land såvel på udvendig som på indvendig side af diget, den såkaldte »digebærme«, der har en bredde mellem 5-25 m, størst på udvendig side, og på hvilken der hverken må graves eller pløjes, hvilket, for så vidt digebærmen tilhører private lodsejere, må sikres ved servitut.
Digets skråninger er beklædte, hyppigst med græs; dog kan på særlig udsatte steder ses anvendt stenbeklædning, faskinbeklædning eller bolværk; på steder, hvor græs ikke kan vokse, eller et græsdække ikke kan fremkaldes inden den tid, til hvilken højvande kan ventes, anvendes ofte en beklædning med græstørv eller strå af hvede- eller rughalm, der fastholdes til skråningen ved halmbånd stukne ned i jorden (bestikning).

## Digelag
"Digelag" (eller "digebånd") kaldes en organiseret gruppe af de lodsejere, der er interesserede i digets anlæg og vedligeholdelse.

## Digebrud
Diger opfylder ikke altid deres bestemmelse: dels ved forsømmelse ved digets vedligeholdelse, dels ved indtræden af stærkere højvande, end man ved digets opførelse har kunnet gøre regning på, kan der indtræde "digebrud", det vil sige: vandet går over diget ind i inddæmningen og oversvømmer denne, hvorved en del af diget ødelægges, og store værdier og måske menneskeliv går tabt. Digebrud indtræffer såvel ved kyst- som ved floddiger, men dog hyppigst ved de sidste. Grunden hertil er dels, at flodernes højvande ved indtrædende isstopning eller ved opførelsen af broer, nye diger, flodhavne med mere kan vokse, dels at flodernes vandføring ved skoves rydning i egnene om flodens kilder, ved landets bedre afvanding og så videre stadig forøges.
Farer for de voksende højvande kan fjernes dels ved flodernes regulering, hvorved den største fare, isstopningen, modarbejdes, dels ved at skaffe afløb for højvandet til sidedale, hvor da kostbare arealer må beskyttes ved ringdiger, men det almindeligste værn mod højvandets vækst er en stadig forhøjelse af diget. En oprettelse af hydrometriske stationer langs floden i forbindelse med et teknisk tilsyn langs hele floden vil i mange tilfælde være det bedste værn, da herved i rette tid mulige farer vil kunne afværges ved passende forholdsregler.

## Diger i Danmark
I Danmark findes ikke ret mange diger. De mest kendte er:
- Det lollandske dige på det sydlige Lolland og det falsterske dige på det sydlige Falster blev opførte efter stormfloden den 12. november 1872
- diget, der beskytter Ribe-marsken
- digerne på begge Limfjordstangerne
- digerne i Vadehavet, især Tøndermarsken
- digerne ved Lammefjorden
- digerne på Vestamager

Ribe-diget, der fuldførtes 1914, har en højde af 6 m eller lidt over 1 m højere end den højest forekommende stormflodshøjde (1825 og 1839). Digets kronebredde er 2,5 m og skråningsanlæggene 3-8 og 1,5, henholdsvis på udvendig og indvendig side. Limfjordsdigernes højde er ligeledes 6 m, kronebredden 1,5 m og ud- og indvendigt skråningsanlæg henholdsvis 7 og 3. Her er fylden til diget taget på dettes udvendige side. Digerne på Lolland og Falster har alt efter deres beliggenhed, fyldens beskaffenhed, forlandets bredde og så videre en højde mellem 3-4½ m over dagligt vande, en kronebredde af 1⅓-3 m, et indre skråningsanlæg af 1½ og et ydre skråningsanlæg varierende fra 3-10. Beklædningen er på udvendig side til ⅔ m over daglig vande, dels af sten, i øvrigt græs.
Digebyggeri omfatter ofte store arealer: på Lolland er der 68 km diger, der beskytter et areal af 18.750 ha og ved 5 reservediger delt i 6 mindre afdelinger; på Falster er der 17½ km diger, der beskytter 4.500 ha.
På Lolland er beskyttet 274 ha pr. km dige, på Falster er beskyttet 258 ha pr. km dige, mens Ribe-diget beskytter 368 ha pr. km.

## Diger i udlandet
Blandt store digebyggerier i udlandet kan nævnes:
- Store dele af Holland
- Store dele af Nordfrisland og Ditmarsken
- Den nedre del af Huang He er inddæmmet gennem flere hundrede år og flyder i dag højt hævet over det omgivende landskab.
- New Orleans er delvis inddæmmet.

## Historie
Man har anvendt diger meget længe. Allerede de gamle egyptere og sumerer byggede kanaler og diger for 5000 år siden til kunstvanding.